# Bonita of El Cajon
Bonita of El Cajon è un cortometraggio muto del 1911 diretto da Allan Dwan.

## Produzione
Il film - che venne girato nella California del Sud e al El Cajon Valley - fu prodotto dalla Flying A (American Film Manufacturing Company).

## Distribuzione
Distribuito dalla Motion Picture Distributors and Sales Company, il film - un cortometraggio in una bobina - uscì nelle sale cinematografiche USA il 28 dicembre 1911.